# Melanaphis yasumatsui
Melanaphis yasumatsui är en insektsart. Melanaphis yasumatsui ingår i släktet Melanaphis och familjen långrörsbladlöss. Inga underarter finns listade i Catalogue of Life.